# 78. pehotni polk (Avstro-Ogrska)
Za druge 78. polke glejte 78. polk.
78. pehotni polk (izvirno nemško Infanterie-Regiment Nr. 78; dobesedno slovensko: Pehotni polk št. 78) je bil pehotni polk k.u.k. Heera.

## Poimenovanje
- Ungarisch-Slavonisches Infanterie Regiment »Gerba« Nr. 78
- Infanterie Regiment Nr. 78 (1915 - 1918)

## Zgodovina
Polk je bil ustanovljen leta 1860. 

### Prva svetovna vojna
Polkovna narodnostna sestava leta 1914 je bila sledeča: 84% Srbo-Hrvatov in 14% drugih. Naborni okraj polka je bil v Osijeku, pri čemer so bile polkovne enote garnizirane sledeče: Osijek (štab, II. in III. bataljon), Slavonski Brod (I. bataljon) in Petrinja (IV. bataljon).
V sklopu t. i. Conradovih reform leta 1918 (od junija naprej) je bilo znižano število polkovnih bataljonov na 3.

## Organizacija
1918 (po reformi)
- 1. bataljon
- 2. bataljon
- 3. bataljon, 70. pehotni polk

## Poveljniki polka
- 1865: Eduard Udvarnoky de Kis-Jóka[6]
- 1879: Johann Bogović von Grombothal[7]
- 1908: Richard Guseck von Glankirchen[8]
- 1914: Anton Plivelic[1]